# Live in Eindhoven (álbum de Grimm)
Live in Eindhoven es el segundo álbum en vivo de la banda holandesa de folk metal Grimm. Fue grabado en Eindhoven, Países Bajos, en el Dynamo Open Air, siendo publicado el 1 de marzo de 2005. El álbum toma algunas canciones de su primer trabajo en vivo Lasterkwaad, y le realiza una versión a la canción Noregsgard de la banda noruega de black metal Storm.

## Lista de canciones
1. "Klughtspel Der Duyvelsbanders" — 04:56
2. "Laster" — 05:09
3. "Nobele Bazen" — 04:32
4. "Kwelduvel" — 06:14
5. "Noregsgard" — 04:46
6. "Hekeldicht" — 03:38
7. "Lasterkwaad" — 04:03
8. "De Bloedhertog" — 06:50
9. "Die Den Duvel Hale Moge" — 04:50

- Datos: Q16592066